# Église Saint-Jean-Baptiste de Céaux-d'Allègre
L'église Saint-Jean-Baptiste est un édifice situé à Céaux-d'Allègre, en France.

## Localisation
L'église est située sur le territoire de la commune de Céaux-d'Allègre, dans le département  de la Haute-Loire, en région Auvergne-Rhône-Alpes.

## Description
L'église est construite au XIVe siècle sur le modèle de l'abbaye de la Chaise-Dieu dont elle dépendait, l'église en constitue une réplique dans la disposition intérieure des volumes. Remaniée au XVIe siècle (portail) , XVIIe siècle (allongement de la nef) et XIXe siècle (flèche du clocher). Ensemble de verrières composées par Borie. Les badigeons recouvrent sans doute des peintures murales.

## Historique
L'église est inscrite au titre des monuments historiques par arrêté du 30 décembre 1988.